# 木垒草原坎儿井博物馆
木垒草原坎儿井博物馆是中华人民共和国新疆维吾尔自治区以坎儿井为主题的博物馆，位于昌吉回族自治州木垒哈萨克自治县大南沟乌孜别克族乡阿克喀巴克村。2016年，博物馆建立；2018年，对外开放；2023年，入选新疆维吾尔自治区特色博物馆。

## 背景与建设
木垒哈萨克自治县境内分布有77条坎儿井，这些坎儿井共有7.7万余米明渠，29万余米暗渠，1.6万余竖井。这些坎儿井有17条尚可使用，将来自天山山脉的水源经过天山北麓的戈壁、沙漠、山区，引入下游涝坝，为农业、牧业供水。也因天山北麓水源较为丰富，草较为丰茂，所以木垒哈萨克自治县境内的坎儿井也被称为草原坎儿井。
木垒草原坎儿井博物馆基于阿克卡巴克1号坎儿井（又名芨芨湖坎儿井）而建立。阿克喀巴克1号坎儿井最早的开凿时间约为1940年代，由在如今大南沟乌孜别克族乡生活的乌孜别克、哈萨克、维吾尔、汉等民族共同开挖。坎儿井总长约6.7千米，井道呈南北走向，呈放射状分布，共分为9条主、副井道，其中主井道长超过2.5千米，阿克喀巴克1号坎儿井存竖井250余眼。其涝坝占地面积约0.87平方千米，蓄水量约216万立方米。
为保护木垒县境内的坎儿井，木垒哈萨克自治县人民政府自2016年开始开展保护项目，木垒草原坎儿井博物馆便于此时开始修建。2018年，木垒草原坎儿井博物馆对外开放。2022年，被评定为新疆维吾尔自治区级科普教育基地。2023年5月，第二批新疆维吾尔自治区特色博物馆公布，其中包括木垒草原坎儿井博物馆。

## 规模及展览
木垒草原坎儿井博物馆位于中华人民共和国新疆维吾尔自治区昌吉回族自治州木垒哈萨克自治县大南沟乌孜别克族乡阿克喀巴克村，是木垒草原坎儿井景区的一部分。博物馆可分为地上展览馆、地下坎儿井体验区、地上坎儿井游园等部分。博物馆内展出有百年来挖凿坎儿井时使用的生活用品、挖凿工具等，同时也利用声光电技术展示木垒境内草原坎儿井的历史和现状。地下坎儿井体验区展示真实坎儿井的内部构造，体验区总长约400米，深约9米。

## 图片
| - 木垒草原坎儿井博物馆序厅 - 木垒草原坎儿井博物馆展出的部分展品 - 木垒草原坎儿井博物馆展出的阿克卡巴克1号坎儿井的入口 - 阿克卡巴克1号坎儿井的内部 |